# Mariano Díez Moreno
Mariano Díez Moreno (Toledo, 1949-Madrid, 18 de junio de 2022) fue un jurista y político español.

## Biografía
Nació en Toledo. Tras licenciarse en Derecho por la Universidad de Salamanca, trabajó como abogado, siendo funcionario interino del Cuerpo de Abogados del Estado durante seis años. Posteriormente fue asesor jurídico de la Caja de Ahorros de Toledo (1973-1987), que pasaría a denominarse Caja Castilla-La Mancha.
Tiempo después comenzó su carrera política, siendo presidente de la Diputación Provincial de Toledo, fundador de Alianza Popular en Toledo (1976), concejal de AP en el Ayuntamiento de Toledo (1987-1991), y diputado regional durante la primera legislatura de las Cortes de Castilla-La Mancha.
Falleció en Madrid el 18 de junio de 2022, a los setenta y tres años.